# Vanness Wu
Vanness Wu (chino simplificado: 吴建豪, chino tradicional: 吴建豪, pinyin: Wú Jiànháo; Peh-OE-ji: Ngô Kian-ho; Santa Mónica, California, 7 de agosto de 1978) es un actor, cantante, rapero, director y productor taiwanés. Trabajó como vendedor por medio de teléfonos antes de trasladarse a Taiwán. Fue miembro de la boyband taiwanesa F4. También formó parte del dúo musical masculino Kangta & Vanness. También ha sido destacado en algunos sencillos de Beyoncé y Coco Lee.
Wu también ha aparecido en varios dramas de televisión de Taiwán, con y sin otros miembros del F4, y ha actuado en tres películas.
Wu ha dirigido dos videos musicales de su "V. Dubb" álbum, así como un video para "Nike This is Love" de campaña en Hong Kong. También fue productor ejecutivo con Terry Tye Lee y con la pista de Nike, "She's Not Sorry".

## Créditos

### Televisión
| Año  | Título                         | Alternaciones  | Personaje         | Notas                                                                                    |
| ---- | ------------------------------ | -------------- | ----------------- | ---------------------------------------------------------------------------------------- |
| 2001 | Meteor Garden                  | 流星花園       | Mei Zuo           | Taiwanese live-action adaptation of the Japanese manga, "Boys Over Flowers"              |
| 2001 | Meteor Rain                    | 流星雨         | Mei Zuo           |                                                                                          |
| 2001 | Meteor Garden II               | 流星花園2      | Mei Zuo           |                                                                                          |
| 2002 | Peach Girl                     | 蜜桃女孩       | Ah Li             | Taiwanese live-action adaptation of the Japanese manga of the same name                  |
| 2002 | Come To My Place               | 來我家吧       | JJ                | Taiwanese live-action adaptation of the Japanese manga "Uchi ni Oideyo" by Hidenori Hara |
| 2004 | Say Yes Enterprise             | 求婚事務所     | Song Zhen Kai     | Story 01: Cinderella                                                                     |
| 2008 | Wish to See You Again          | 這裡發現愛     | Leo               |                                                                                          |
| 2009 | Autumn's Concerto              | 下一站,幸福    | Ren Guang Xi      |                                                                                          |
| 2010 | Year Of The Rain               | 那年，雨不停國 | Ah Huang's cousin | Guest appearance, also the Executive Producer of the serial                              |
| 2011 | Material Queen                 | 拜金女王       | Cai Jiahao        |                                                                                          |
| 2012 | Ti Amo Chocolate               | 愛上巧克力     | Fang Jiahua       |                                                                                          |
| 2013 | Stars in Danger: The High Dive | 星跳水立方     | Himself           | Diving variety show. Qualified into finals                                               |
| 2015 | Asia's Got Talent              |                | Himself           | Judge                                                                                    |
| 2016 | The Amazing Race China 3       | 极速前进第三季 | Himself           | With sister Melody                                                                       |
| 2016 | The Princess Weiyoung          | 锦绣未央       | Tuoba Yu          |                                                                                          |

### Películas
| Año  | Título                                     | Alternativos                      | Personaje                            | Notas                                                        |
| ---- | ------------------------------------------ | --------------------------------- | ------------------------------------ | ------------------------------------------------------------ |
| 2003 | Star Runner                                | 少年阿虎 The Kumite (Canadá, USA) | Bond Cheung                          | film debut nominated: Hong Kong Film Awards, best new artist |
| 2005 | Dragon Squad                               | 猛龍 Dragon Heat (USA)            | Officer Wang Sun-Ho                  |                                                              |
| 2007 | Kung Fu Fighter                            | 功夫無敵                          | Ma                                   |                                                              |
| 2008 | Three Kingdoms: Resurrection of the Dragon | 三國之見龍卸甲                    | Guan Xing                            |                                                              |
| 2009 | LaMB                                       |                                   | Dr. Grisworld (English voice acting) |                                                              |
| 2009 | Kung Fu Chefs                              |                                   |                                      |                                                              |
| 2010 | The Haunting Lover                         |                                   |                                      |                                                              |
| 2010 | 1040 Movie                                 | Christianity In New Asia          | Himself (exclusive interview)        |                                                              |
| 2011 | The Road Less Travelled                    |                                   |                                      |                                                              |
| 2012 | Baseballove                                | 球愛天空                          | Lin Chenghui                         |                                                              |
| 2013 | Machi Action                               | 變身                              |                                      | Cameo appearance                                             |
| 2014 | Girls                                      | 閨蜜                              | Sky (Jiu Tian)                       |                                                              |
| 2015 | Dragon Blade                               | 天將雄獅                          |                                      | Cameo appearance                                             |
| 2015 | Monk Comes Down the Mountain               | 道士下山                          | Cui Daorong                          |                                                              |
| 2016 | Lulu The Movie                             | 露露的电影                        | Himself                              | Exclusive interview                                          |
| 2017 | A-Choo                                     | 打噴嚏                            |                                      | alternative title My Lover is a Superman (我的情敌是超人)    |
| TBD  | Pili Back                                  | 霹雳再现                          |                                      |                                                              |

## Discografía

### Con F4
Please see main article: F4

### Solo obras
| Título | Lista | Notas |
| --- | --- | --- |
| 身體會唱歌 (Body Will Sing)[Sony Music Entertainment] - Lanzamiento: 19 de septiembre de 2002 - Países: Taiwán, Hong Kong, Japón | 1. 序曲 (Intro) 2. 尋找茱麗葉 (Searching for Juliet) 3. My Friend 4. 我討厭我自己 (I Hate Myself) 5. 身體會唱歌 (Body Will Sing) 6. 寂寞廣場 (Lonely Square) 7. Sick 8. 想像十個你 (Imagine Ten of You) 9. 那個女生 (That Girl) 10. 午夜場的電影 (Midnight Movie) 11. 因為太愛你 (Cuz I Love You So Much) 12. Can't Help Falling in Love (by F4) | "CD + CD Extra" version also featured "Ask for More" by F4 |
| V.DUBB [Sony BMG Music Entertainment] - Lanzamiento: 20 de abril de 2007 - Países: Taiwán, Hong Kong, Japón, Corea del Sur       | 1. 我的王國 (My Kingdom) 2. Never Let You Go 3. 放手 (Let Go) 4. Just One Dance 5. Friday Night 6. 幻想這愛 (Wanna Love Somebody) 7. 零時差 (In Sync) 8. 媽媽 (Mama) 9. 如果 (If) 10. Eternity 11. 幻想這愛 (Wanna Love Somebody) (House Remix) (Cantonese Version) | Japanese release featured a Japanese version of "Wanna Love Somebody" as Track 11, plus a Japanese version of "Wanna Love Somebody (Justin Michael Remix)" as Track 12                                            |
| In Between[Sony BMG Music Entertainment] - Lanzamiento: 1 de julio de 2008                                                       | 1. 我不是自己 (I Am Not Myself) [NEW SONG] 2. Lucky Me [NEW SONG] 3. 自己的節奏 (My Own Pace) [NEW SONG] 4. 我討厭我自己 (I Hate Myself) 5. 午夜場的電影 (Midnight Movie) 6. 零時差 (Zero Time Adjustment) 7. 尋找茱麗葉 (Searching For Juliet) 8. 我的王國 (My Kingdom) 9. 放手 (Let Go) 10. 想像十個你 (Imagining Ten Of You) 11. Never Let You Go 12. Listen to Your Heart 13. 誰讓妳流淚 (Who Made You Cry) 14. 因為太愛你 (Because Of Loving You Too Much) 15. 媽媽 (Mother) | |
| ONLY [PONY CANYON INC.] - Lanzamiento: 20 de mayo de 2009                                                                        | 1. ONLY 2. Cinderella 3. Hello Super star | Vanness first Japanese single |
| I Don't Wanna Lose You [PONY CANYON INC.] - Lanzamiento: 2 de septiembre de 2009                                                 | 1. I don't wanna lose you 2. KODOKU 3. It's your girl 4. I don't wanna lose you (Instrumental) 5. KODOKU (Instrumental) 6. It's your girl (Instrumental) | Vanness second Japanese single |
| Reason [PONY CANYON INC.] - Lanzamiento: 20 de enero de 2010                                                                     | 1. Reason 2. Stuck on U 3. Reason (Instrumental) 4. Stuck on U (Instrumental) | Vanness third Japanese single |
| Reflections [PONY CANYON INC.] - Lanzamiento: 3 de febrero de 2010                                                               | 1. Hyper Car 2. Kodoku 3. Stuck on U 4. Reason 5. Purple Rain 6. I Don't Wanna Lose You 7. Only 8. Super Model (English) 9. Sail Away (English) 10. Devil (English) | Vanness first Japanese album |
| No More Tears [PONY CANYON INC.] - Lanzamiento: 21 de julio de 2010                                                              | 1. No more Tears 2. That Girl 3. Supafly 4. No more Tears (Instrumental) 5. That Girl (Instrumental) 6. Supafly (Instrumental) | Vanness fourth Japanese single |
| Soldier [PONY CANYON INC.] - Lanzamiento: 21 de septiembre de 2010                                                               | 1. Soldier 2. Shine on 3. Better 4. Soldier (Instrumental) 5. Shine on (Instrumental) 6. Better (Instrumental) | Vanness fifth Japanese single |
| V [PONY CANYON INC.] - Lanzamiento: 27 de abril de 2011                                                                          | 1. Break Out! 2. Mission 3. Why 4. No More Tears 5. Soldier 6. Better 7. Shine On (Plasmo` Electric Mix) 8. Love Will Come | Second Japanese album Better was written by Bruno Mars |
| C'est La V [Universal Music Taiwan] - Lanzamiento: 15 de julio de 2011                                                           | 1. Intro 2. 說愛就愛 (Love Faith Live) 3. Is This All feat. Ryan Tedder of OneRepublic 4. Do it feat. 仔仔 5. 命定 (Destined) 6. 有你在 (When You’re Near) 7. 只要她快樂 (Happiness) 8. 愛的手榴彈 (Love Grenade) 9. 愛沒走 (Don’t Leave) 10. 哎呀 (Aiya) 11. 透明愛 (In The Limelight) 12. Knockin’ (English) | Knockin' was written and produced by Bruno Mars 有你在 was featured in TV Drama “Material Queen” Is This All was written and composed by Ryan Tedder, and was also the theme song from TV Drama “Material Queen”. |
| Different Man [Universal Music Taiwan] - Lanzamiento: 7 de junio de 2013                                                         | 1. V.A.N.N.E.S.S (Intro) 2. 趁愛打劫 (Heart Thief) 3. 愛裡面(feat.Enik Lin) (Inside Love) 4. Different Man 5. Love Overtime 6. 讓我更愛我 (Beautiful) 7. 真的明白 (Realized) 8. 你怎麼知道 (How did you know) 9. 改裝(feat.Flowsik) (Let It Go) 10. LOV3 11. 小婚禮(Marry Me) 12. V.A.N.N.E.S.S (Outro) | Love Overtime is a tribute to Michael Jackson and Prince |
| #MWHYB [Universal Music Taiwan] - Lanzamiento: 6 de diciembre de 2016                                                            | 1. #MWHYB: The Beginning 2. BOOGIE 3. IKYK (feat. 孟佳 Meng Jia) 4. BASS GUN 5. 屬於你和我之間的事 (Matters of You and I) 6. 蹦蹦 (Jump Jump) 7. 玻璃屋 (Glass House) 8. 下一首情歌 (Next Love Song) 9. 愛是你愛是我 (Love is Me, Love is You) 10. Westside (feat. brandUN) 11. #MWHYB | |

### Con Kangta & Vanness
Please see main article: Kangta & Vanness
SCANDAL-Kangta & Vanness Collaboration 2006

### Otras colaboraciones
- Beyoncé Knowles - "Crazy in Love" (Asian releases only) [2004]
- Coco Lee - "Hip Hop Tonight" [2006]
- Ryan Tedder - "Is this all" [2011]